# Giulio Cerpi
Giulio Cerpi detto Testina (Siena, 28 luglio 1883 – Siena, 20 giugno 1952) è stato un fantino italiano.

## Testinae il Palio di Siena
Senese di nascita, svolgeva la professione di stalliere a Basciano, presso la villa del nobile Roberto Parigini. Testina conosceva benissimo il Palio: visse una carriera lunga ed altalenante, sempre in bilico tra la gloria e l'onta del tradimento: visse tre giornate trionfali in Piazza del Campo (25 settembre 1913, 17 agosto 1919 e 2 luglio 1921) e poi spesso si offrì al miglior offerente.
Le sue nerbate, poderose e violente, sono entrate di diritto nella storia. La sua nerbatura ai danni di Zaraballe, nell'agosto 1902, fu definita la più intensa e cruenta mai vista fino ad allora in Piazza. Non a caso Testina era di carattere spigoloso ed irascibile.
Il 1905 fu segnato da un episodio drammatico per Testina: durante la terza batteria della tratta di agosto, alla curva di San Martino travolse alcune persone e ferì in modo grave un agente di pubblica sicurezza, padre di sette figli. L'episodio creò molto sconcerto in città, e portò Testina a fermarsi fino al 1907. Tornò nel luglio, presentandosi a colpi di nerbate furibonde contro Scansino nella Torre e Bozzetto nella Chiocciola; stessa sorte la subì Chiccone nel 1908.
Nel luglio 1909 Testina pagò forse alcuni screzi che lo dividevano con altri fantini.
Nella Civetta, contrada a cui fu particolarmente legato, partì primo lottando strenuamente con Rancani della Chiocciola e quando sembrava ad un passo dalla sospirata vittoria venne fermato a nerbate e strattonato da un fantino rimasto indietro di un giro: Guido Duchi detto Martellino della Torre. Un gesto inspiegabile che Martellino pagò con la squalifica a vita, un mistero mai chiarito per Testina.
Nell'agosto del 1912, passato alla Chiocciola, Testina favorì in modo palese la vittoria di Nappa, tempestando di nerbate il malcapitato Rancani nella Giraffa. Nappa vinse per la sesta ed ultima volta, ma il favore prestato da Testina non fu adeguatamente ricompensato e tra i due sorse un'accesa diatriba. Ovviamente la cosa non andò giù a Testina che alla prima occasione utile decise di vendicarsi. Infatti nel luglio 1913, ancora nella Chiocciola, Testina partì in testa ma si fermò ad attendere l'arrivo di Nappa nella Lupa: il nerbo di Testina fu impietoso e colpì con inesorabile violenza il rivale, l'episodio fu talmente cruento che nell'immediato dopo-Palio scoppiarono incidenti tra lupaioli e chiocciolini.
La vittoria comunque stentava ad arrivare e ci volle un vero capolavoro d'astuzia a rompere quel digiuno più che decennale in occasione della ventesima presenza in Piazza, il 25 settembre 1913. Nella Giraffa, Testina entrò nono al canape a ritmo sostenuto. Il Bruco, di rincorsa con Scansino, sorpreso da quell'ingresso della Giraffa abbozzò un'entrata ma rimase disorientato tra i canapi mentre gli altri proseguivano la loro corsa; il mossiere Meucci considerò la mossa valida, e stavolta Testina riuscì a mantenere la testa fino al termine nonostante tale Ludovico Bianciardi, un nicchiaiolo monturato nel Leocorno, tentasse di fermarlo con una bandierata. La vittoria gli procurò un compenso di 670 lire.
Al ritorno in Piazza dopo la prima guerra mondiale nel 1919, Testina fu protagonista di un fatto storico che coincise con la sua seconda vittoria. Dopo aver corso il Palio del 16 agosto con la Torre, fu convinto dalla dirigenza della contrada a vendersi qualora il giorno dopo, in occasione del Palio straordinario, la sorte l'avesse mandato a correre nell'Oca, storica contrada rivale. Secondo i piani, Testina sarebbe dovuto scappare su una carrozza che sarebbe rimasta ad attenderlo ai margini della Piazza, nel corso della carriera. Fu effettivamente sorteggiato con l'Oca, e dopo la mossa partì per primo insieme a Scansino del Bruco. Testina ignorò il patto con la Torre ed alla prima curva di San Martino superò Scansino, tenendo la testa fino alla vittoria finale. Secondo alcuni Testina volle far pagare alla Torre la sconfitta del 1909 provocata dal suo fantino, per altri fu una semplice questione di convenienza economica.
Nel luglio 1921 Testina vinse nel Drago il suo terzo ed ultimo Palio, dopo una breve ma accanita lotta con la Torre che cadde alla prima curva del Casato col miglior cavallo. Dopo quel trionfo, ormai quarantenne e col fisico sempre più minato dall'alcool, Testina corse solo altre quattro carriere. In particolare merita di essere menzionata quella dell'agosto 1922 corsa nella Tartuca, quando, visibilmente alterato, cadde durante la prima prova rompendosi una gamba. Nonostante ciò Testina convinse la dirigenza tartuchina a fargli correre il Palio, promettendo solennemente che avrebbe fermato Picino, grande favorito nella Chiocciola, contrada rivale. Testina si presentò tra i canapi con la gamba ingessata, e durante le fasi della mossa ostacolò duramente il Picino per poi tempestarlo di nerbate fino alla Fonte. Testina uscì poi di Piazza alla curva di San Martino, dove l'attendeva una carrozza che lo portò via proprio mentre la Chiocciola, grazie al suo ostacolo, per pochi metri perdeva il Palio.
Dopo il ritiro la sua vita, già disagiata, si fece durissima: a stento riusciva ad andare avanti, era spesso ubriaco e vagabondava mendicando, sporco e malandato. Dopo una vita da protagonista del Palio di Siena, Testina terminò la sua vita in manicomio.

## Presenze al Palio di Siena
Le vittorie sono evidenziate ed indicate in neretto.
| Palio             | Contrada   | Cavallo                 | Note   |
| ----------------- | ---------- | ----------------------- | ------ |
| 16 agosto 1902    | Pantera    | Baio di L. Franci       |        |
| 28 settembre 1902 | Nicchio    | Grigio di A. Ciacci     |        |
| 2 luglio 1903     | Nicchio    | Morello di G. Beligni   |        |
| 16 agosto 1903    | Onda       | Morello di G. Inglesi   | scosso |
| 17 aprile 1904    | Civetta    | Morello di G. Beligni   |        |
| 2 luglio 1907     | Civetta    | Gobba                   |        |
| 16 agosto 1907    | Civetta    | Grigio di A. Mattii     | scosso |
| 3 luglio 1908     | Nicchio    | Morello di L. Brandani  |        |
| 16 agosto 1908    | Tartuca    | Grigio di A. Mattii     |        |
| 4 luglio 1909     | Civetta    | Baio di G. Sampieri     |        |
| 16 agosto 1909    | Bruco      | Farfalla                |        |
| 17 agosto 1909    | Drago      | Baio di A. Forni        |        |
| 3 luglio 1910     | Tartuca    | Baio di A. Querci       |        |
| 2 luglio 1911     | Tartuca    | Gobba                   |        |
| 16 agosto 1911    | Civetta    | Gobba                   |        |
| 2 luglio 1912     | Civetta    | Baio di B. Fineschi     | scosso |
| 16 agosto 1912    | Chiocciola | Grigio A. Papi          |        |
| 2 luglio 1913     | Chiocciola | Grigio di A. Rosi       |        |
| 17 agosto 1913    | Chiocciola | Baio di V. Squarci      |        |
| 25 settembre 1913 | Giraffa    | Sauro di A. Socini      |        |
| 16 agosto 1914    | Giraffa    | Baio di A. Fanetti      |        |
| 16 agosto 1919    | Torre      | Grigio di M. Busisi     |        |
| 17 agosto 1919    | Oca        | Scodata                 |        |
| 2 luglio 1920     | Oca        | Baio di E. Mori         |        |
| 2 luglio 1921     | Drago      | Crognolo                |        |
| 2 luglio 1922     | Tartuca    | Esperta                 |        |
| 16 agosto 1922    | Tartuca    | Baio di A. Mantovani    |        |
| 16 agosto 1924    | Bruco      | Grigio di F. Becciolini |        |
| 2 luglio 1928     | Selva      | Baio di A. Pacciani     |        |